# Bahnstrecke Dobruška–Opočno pod Orlickými horami
| |                      |                             |                       |
| Kursbuchstrecke (SŽ): | 026                  |                             |                       |
| Streckenlänge: | 5,359 km             |                             |                       |
| Spurweite: | 1435 mm (Normalspur) |                             |                       |
| Streckenklasse: | A1                   |                             |                       |
| Maximale Neigung: | 15 ‰                 |                             |                       |
| Streckengeschwindigkeit: | 50 km/h              |                             |                       |
| |                      |                             |                       |
| \| \| 0,000 \| Dobruška \| 285 m \| \| \| \| Dědina \| \| \| \| 2,510 \| Dobruška-Pulice \| 285 m \| \| \| \| vlečka Cihelna Pulice \| \| \| \| \| Prkenná \| \| \| \| \| Zlatý potok \| \| \| \| \| von Choceň \| \| \| \| 5,359 \| Opočno pod Orlickými horami \| 265 m \| \| \| \| nach Meziměstí \| \| \| \| \| \| \| \| Quellen: [1][2] \| \| \| \| |                      |                             |                       |
| Kopfbahnhof Streckenanfang | 0,000                | Dobruška                    | 285 m                 |
| Brücke über Wasserlauf |                      | Dědina                      | Dědina                |
| Haltepunkt / Haltestelle | 2,510                | Dobruška-Pulice             | 285 m                 |
| Abzweig geradeaus und ehemals von links |                      | vlečka Cihelna Pulice       | vlečka Cihelna Pulice |
| Brücke über Wasserlauf |                      | Prkenná                     | Prkenná               |
| Brücke über Wasserlauf |                      | Zlatý potok                 | Zlatý potok           |
| Abzweig geradeaus und von links |                      | von Choceň                  | von Choceň            |
| Bahnhof | 5,359                | Opočno pod Orlickými horami | 265 m                 |
| Strecke |                      | nach Meziměstí              | nach Meziměstí        |
| |                      |                             |                       |
| Quellen: |                      |                             |                       |

Die Bahnstrecke Dobruška–Opočno pod Orlickými horami ist eine regionale Eisenbahnverbindung in Tschechien, die ursprünglich als landesgarantierte Lokalbahn Opočno–Dobruschka (tschech. Místní dráha Opočno–Dobruška) erbaut und betrieben worden ist. Sie hat ihren Ausgangspunkt im ostböhmischen Dobruška und mündet in Opočno in die Bahnstrecke Choceň–Meziměstí ein.
Nach einem Erlass der tschechischen Regierung ist die Strecke seit dem 20. Dezember 1995 als regionale Bahn („regionální dráha“) klassifiziert.

## Geschichte
Die Konzession „zum Baue und Betriebe einer als normalspurige Lokalbahn auszuführenden Lokomotiveisenbahn von der Station Opočno der priv. österreichisch-ungarischen Staats-Eisenbahn-Gesellschaft nach Dobruška“ erhielt die Stadtgemeinde Dobruška am 5. Dezember 1907. Teil der Konzession war die Verpflichtung, den Bau der Strecke sofort zu beginnen und binnen zwei Jahren fertigzustellen. Die Konzessionsdauer war auf 90 Jahre festgesetzt.

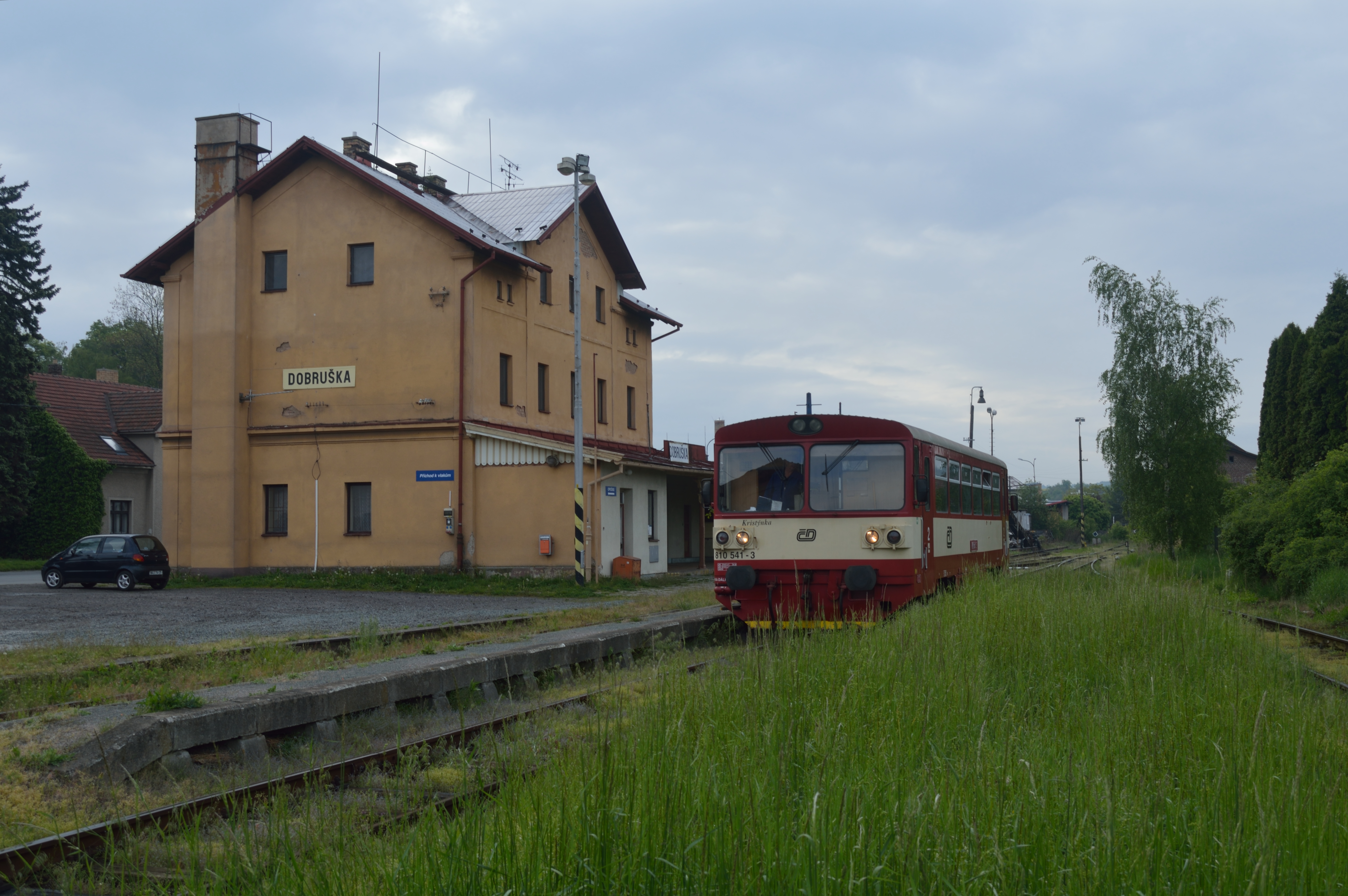
Bahnhof Dobruška (2014)

Am 1. November 1908 wurde die Strecke eröffnet. Den Betrieb führten die k.k. Staatsbahnen (kkStB) für Rechnung der Eigentümer. Im Jahr 1912 wies der Fahrplan der Lokalbahn in beiden Richtungen sechs täglich verkehrende Motorwagenzüge 2. und 3. Klasse aus. Die Wagen benötigten für die fünf Kilometer lange Strecke bergwärts 22 Minuten und talwärts 20 Minuten.
Nach dem Ersten Weltkrieg übernahmen die neugegründeten Tschechoslowakischen Staatsbahnen (ČSD) die Betriebsführung von den kkStB. Am 1. Januar 1925 wurde die Lokalbahn Opočno–Dobruschka per Gesetz verstaatlicht und die Strecke wurde ins Netz der ČSD integriert.
Am 1. Januar 1993 ging die Strecke im Zuge der Auflösung der Tschechoslowakei an die neu gegründeten České dráhy (ČD) über. Seit 2003 gehört sie zum Netz des staatlichen Infrastrukturbetreibers Správa železniční dopravní cesty (SŽDC).
Der letzte Jahresfahrplan 2010 verzeichnete insgesamt sieben Personenzugpaare an Werktagen, die jeweils den Anschluss an die Züge der Strecke Týniště nad Orlicí–Meziměstí herstellten. Am Samstag, den 13. März 2010 wurde der Reisezugverkehr zugunsten einer Überlandbusverbindung eingestellt. Seither existiert lediglich ein einzelnes Personenzugpaar am Morgen, das dem Schülerverkehr dient.

## Fahrzeugeinsatz

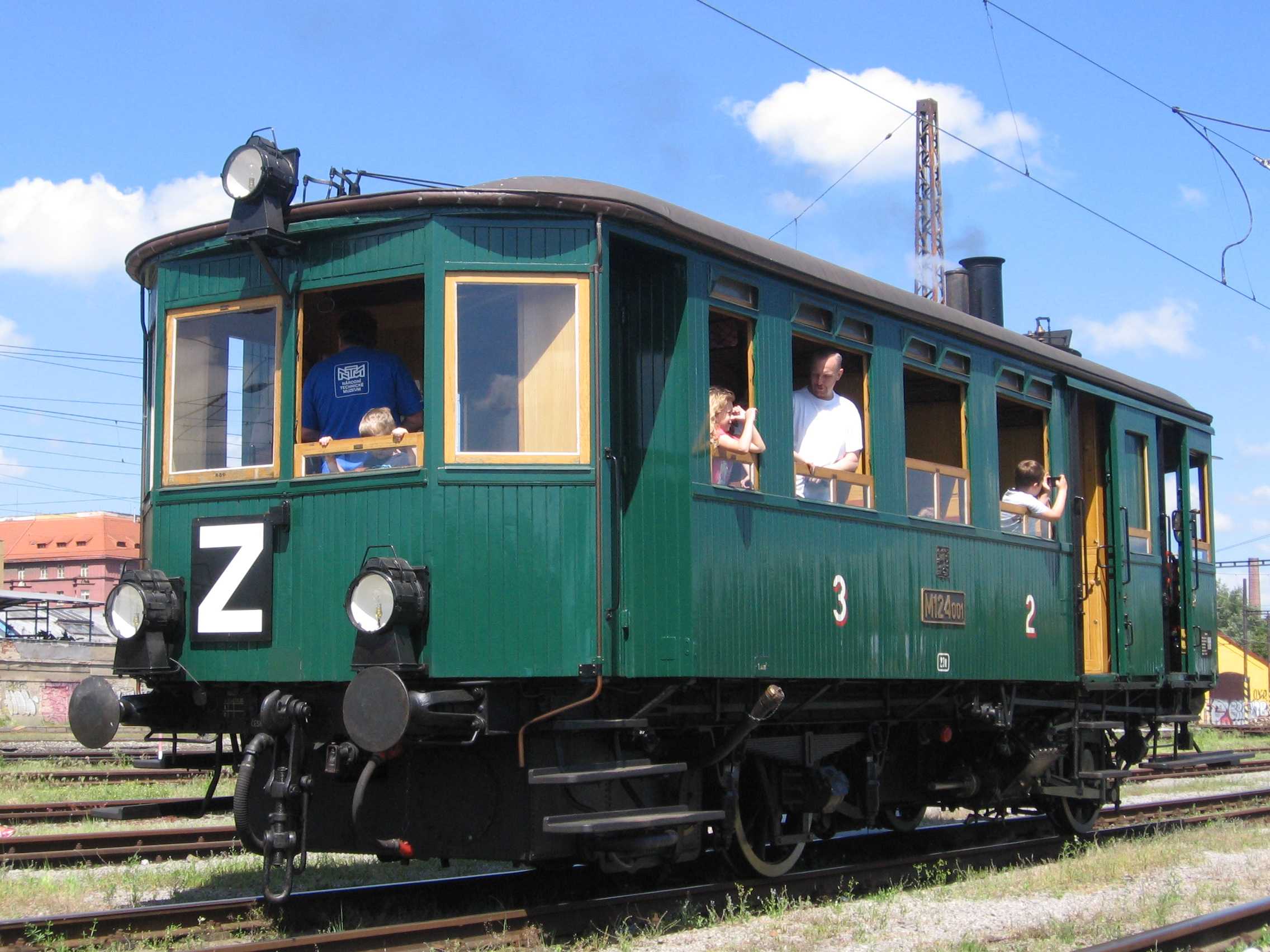
Motorwagen ČSD M 124.001, das Schwesterfahrzeug M 124.002 kam hier bis 1941 zum Einsatz

Auf der Lokalbahn Opočno–Dobruschka setzten die kkStB den Dampftriebwagen kkStB 1.002 ein, der ursprünglich für die Lokalbahn Böhmisch Leipa–Steinschönau gebaut worden war. Das Fahrzeug kam als M 124.002 noch zur ČSD und wurde 1941 ausgemustert. 
Zuletzt kamen ausschließlich die zweiachsigen Triebwagen der ČD-Baureihe 810 auf der Strecke zum Einsatz.
Seit Dezember 2014 verkehrt ein Triebwagen der ČD-Baureihe 841.